# Барбаджо
Барбаджо (фр. Barbaggio, корс. Barbaghju) — коммуна во Франции, находится в регионе Корсика. Департамент коммуны — Верхняя Корсика. Входит в состав кантона Ла-Конка-д’Оро. Округ коммуны — Бастия.
Код INSEE коммуны — 2B029.

## Население
Население коммуны на 2008 год составляло 216 человек.
| 1962 | 1968 | 1975 | 1982 | 1990 | 1999 | 2008 |
| ---- | ---- | ---- | ---- | ---- | ---- | ---- |
| 69   | 73   | 75   | 78   | 111  | 164  | 216  |

## Экономика
В 2007 году среди 143 человек в трудоспособном возрасте (15—64 лет) 104 были экономически активными, 39 — неактивными (показатель активности — 72,7 %, в 1999 году было 57,0 %). Из 104 активных работали 99 человек (57 мужчин и 42 женщины), безработных было 5 (4 мужчины и 1 женщина). Среди 39 неактивных 14 человек были учениками или студентами, 7 — пенсионерами, 18 были неактивными по другим причинам.

## Фотогалерея
- Барбаджо
- Военный мемориал
- Винный маршрут